# Edgar Aranda
Edgar Wilfrido Aranda Leguizamón (Lambaré, 28 de mayo de 1986-San Roque, 30 de noviembre de 2020) fue un futbolista paraguayo que jugó de defensa.
Falleció a los treinta y cuatro años de un infarto el 30 de noviembre de 2020.

## Clubes
| Club                | País     | Año         |
| ------------------- | -------- | ----------- |
| Atlético Colegiales | Paraguay | 2009 - 2010 |
| 3 de Febrero        | Paraguay | 2011        |
| Guaraní             | Paraguay | 2012 - 2017 |
| Independiente       | Paraguay | 2018        |

## Palmarés

### Campeonatos nacionales
| Título          | Club    | País     | Año  |
| --------------- | ------- | -------- | ---- |
| Torneo Clausura | Guaraní | Paraguay | 2016 |